# Jacob Larsen
Jacob Søgaard Larsen (Søllerød, 13 de junho de 1988) é um remador dinamarquês, medalhista olímpico.

## Carreira
Larsen competiu nos Jogos Olímpicos de 2016, no Rio de Janeiro, onde conquistou a medalha de prata com a equipe da Dinamarca do quatro sem peso leve.